# Oton Župančič
Oton Župančič (Weinitz, 1878. január 23. – Ljubljana, 1949. június 11.) szlovén költő, fordító, a Ljubljanski zvon című lap szerkesztője.

## Élete
Oton Župančič, Dragotin Kette, Josip Murn Aleksandrov, illetve Ivan Cankar mellett a szlovén modern egyik legnagyobb alakja.
1878. január 23-án született a mai Vinicában, egy kereskedő család gyermekeként. Édesapja, Franc, Dolenjska Toplicából származott, míg anyja horvát volt. Gyermekkorát Weinitzban, illetve Dragatuschban (ma Dragatuš) töltötte. Tanulmányait is itt kezdte el, majd Rudolfswerthban (ma Novo mesto) folytatta. A gimnáziumot azonban már Laibachban (ma Ljubljana) fejezte be 1895-ben. A gimnázium után Bécsbe ment, ahol történelmet és földrajzot tanult. 1900-ban abszolvált, de tanulmányait nem fejezte be. 1902-től 1903-ig katonai szolgálatát teljesítette. 1905-től 1910-ig külföldön tartózkodott, élt Párizsban, illetve Bécsben, majd tanítóként dolgozott Württembergben, Vorarlbergben, illetve Bajorországban. Később visszatért Laibachba, ahol 1912-ben előbb a városi színház dramaturgja, majd Anton Aškerc halála után a város levéltárosa lett. Ekkoriban házasodott meg, felesége Ana Kessler lesz, akitől három gyermeke született. 1920-tól előbb a Szlovén Nemzeti Színház, a Ljubljanai drámaszínház dramaturgja, majd később (1929-től) annak igazgatója lesz. 1938-ban a Szlovén Tudományos Akadémia tagja lesz. 1949-ben, Ljubljanában halt meg.

## Munkássága
Korai műveire elsősorban a francia szimbolista költészet, illetve a dekadencia volt a legnagyobb hatással. Költészetére a későbbiekben számos egyéb irányzat, ideológia volt hatással, a 20. század első felének szinte minden irányzata megérintette. Első verseskötetében, a Čaša opojnostiban (A mámor kelyhe, 1899) a szerelmi tematika dominál. Az impresszionista ihletettségű versek révén betekintést nyerhetünk az intim létszférába. 1904-ben jelent meg második kötete, a Čez plan (A fennsíkon át), melyben emléket állít a fiatalon elhunyt Dragotin Kettének és Josip Murnnak. A kötetben főként a korán elhunyt költőtársak miatt érzett fájdalom áll a középpontban azonban a Vseh živih dan (Minden élők napja) című költeményben már az új vitalista filozófia is megjelenik. Költészetének későbbi szakaszában egyre jobban erősödik a szimbolizmus hatása. 1908-ban jelenik meg harmadik kötete, a Samogovori (Magánbeszéd), melyet az irodalomtörténészek a mélypont kötetének tartanak, hiszen műveinek általános jellemzője a pesszimizmus. Duna című versében összefonódik a hazafias romantika és a kozmopolitizmus. Negyedik nagy kötete, a V zarje Vidove 1920-ban jelent meg, melyben az individuum feloldódásának, s a világba való integrálódásának folyamatát konstatálhatjuk. Ugyanebben a kötetében jelenik meg a szlovén összefogás eszméje is. A húszas évek második felétől egészen a második világháború végéig Župančič nem jelentetett meg újabb műveket, köteteket. Utolsó verseskötete, a Zimzelen pod snegom, a háború végén, 1945-ben látott napvilágot, melyben a népfelszabadító küzdelmeket örökíti meg. A komolyabb témák mellett Župančič a gyerekirodalommal is foglalkozott. Számos önálló verseskötete jelent meg gyermekek számára. Fordítói munkássága is jelentős, hiszen az ő nevéhez fűződik számos Shakespeare- és Molière-mű fordítása.

## Művei
- Čaša opojnosti (A mámor kelyhe) (1899)
- Pisanice (1900)
- Čez plan (A fennsíkon át) (1904)
- Samogovori (Magánbeszéd) (1908)
- Lahkih nog naokrog (1912)
- Sto ugank (1915)
- Ciciban (1915)
- V zarje Vidove (Vid napjának hajnalán) (1920)
- Veronika Deseniška (1924)
- Zimzelen pod snegom (Örökzöld a hó alatt) (1945)

## Magyarul
- Te titok-virág. Válogatott versek; vál., szerk., nyersford. Jože Hradil, ford. Weöres Sándor; Pomurska založba–Forum, Murska Sobota–Novi Sad, 1978
- Zuhatag. Négy szlovén költő. Dragotin Kette, Ivan Cankar, Josip Murn, Oton Župančič; vál. Jozhe Hradil, Kajetan Kovič, összeáll., utószó Kajetan Kovič, ford. Weöres Sándor; Európa–Drzhavna zalozhba Slovenije, Bp.–Ljubljana, 1981
- Cicibán. Gyermekversek; vál. Vladimir Milarić, ford. Ács Károly; Tankönyvkiadó Intézet, Újvidék, 1986 (Házi olvasmány. Általános iskola 1. oszt.)

## Fordítás
- Ez a szócikk részben vagy egészben  az   Oton Župančič című szlovén Wikipédia-szócikk ezen változatának fordításán alapul.  Az eredeti cikk szerkesztőit annak laptörténete sorolja fel. Ez a jelzés csupán a megfogalmazás eredetét és a szerzői jogokat jelzi, nem szolgál a cikkben szereplő információk forrásmegjelöléseként.